# Los Ranchos de Albuquerque
Los Ranchos de Albuquerque est un village de l'État américain du Nouveau-Mexique, situé dans le Comté de Bernalillo. Selon le recensement de 2010, sa population est de 6 024 habitants.